# Центральное городское поселение
Центральное городско́е поселе́ние — муниципальное образование в Милославском районе Рязанской области Российской Федерации.
Административный центр — пгт Центральный.

## История
Статус и границы городского поселения установлены Законом Рязанской области от 7 октября 2004 года № 85-ОЗ «О наделении муниципального образования - Милославский район статусом муниципального района, об установлении его границ и границ муниципальных образований, входящих в его состав»

## Население
| 2009  | 2010  | 2012  | 2013  | 2014  | 2015  | 2016  |
| ----- | ----- | ----- | ----- | ----- | ----- | ----- |
| 1782  | ↗2159 | ↘2144 | ↗2153 | ↗2190 | →2190 | ↗2219 |
| 2017  | 2018  | 2019  | 2020  | 2021  | 2023  |       |
| ↘2201 | ↘2185 | ↘2150 | ↗2171 | ↘1164 | ↘1121 |       |

## Состав городского поселения
| № | Населённый пункт | Тип населённого пункта      | Население |
| - | ---------------- | --------------------------- | --------- |
| 1 | Центральный      | пгт, административный центр | ↘1121     |